# Ungarische Sprache

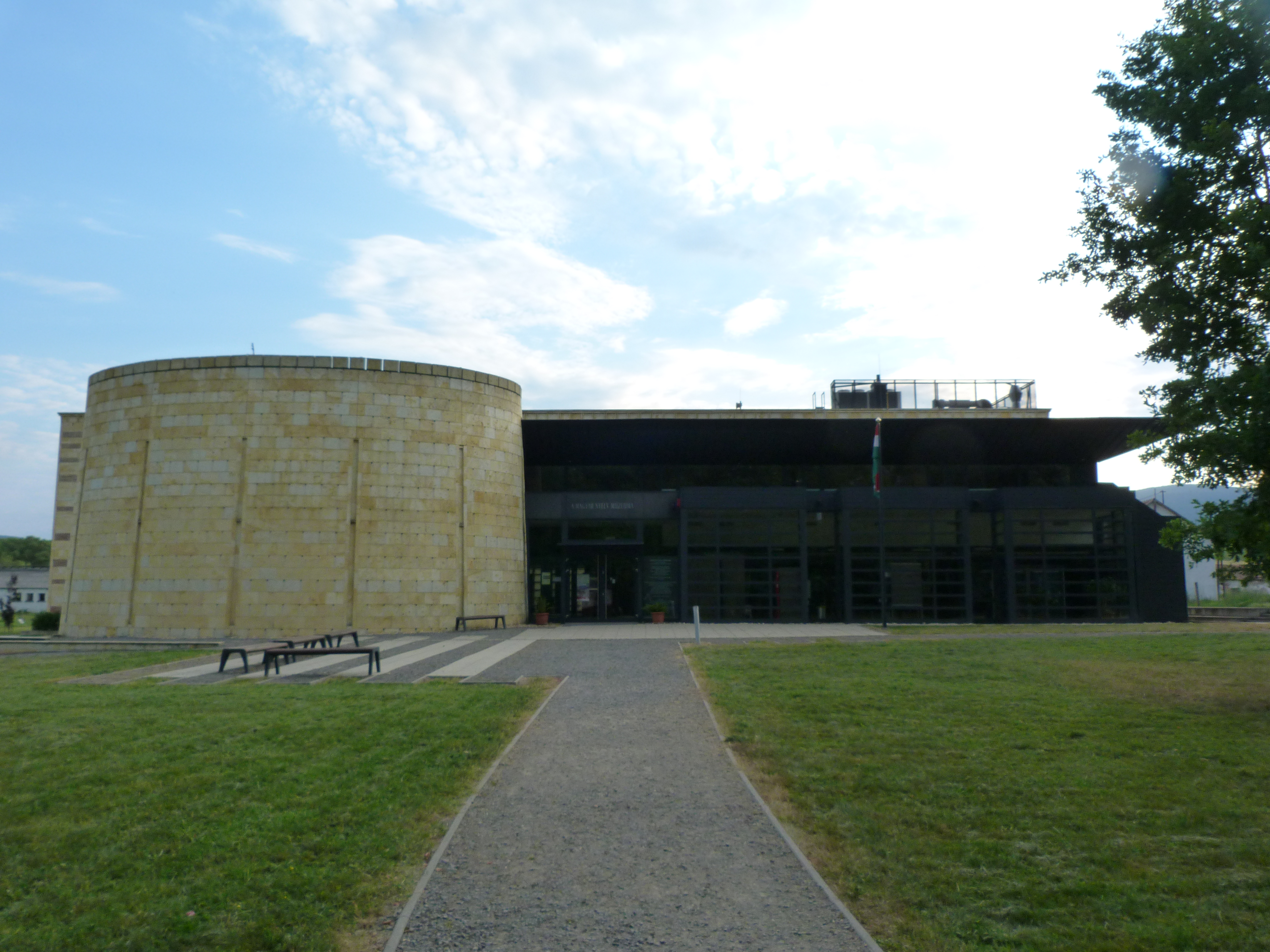
Museum der Ungarischen Sprache in Széphalom

Die ungarische Sprache (Eigenbezeichnung magyar nyelv) gehört zum ugrischen Zweig der finno-ugrischen Sprachen innerhalb der uralischen Sprachfamilie. Ungarisch ist im südmitteleuropäischen Raum verbreitet und wird von über 13,5 Millionen Menschen gesprochen; andere Schätzungen gehen von bis zu 15 Millionen Sprechern aus. Da es nicht zur indogermanischen Sprachfamilie gehört, ist es mit keiner seiner unmittelbaren Nachbarsprachen verwandt.
Ungarisch ist Amtssprache in Ungarn und seit dem 1. Mai 2004 auch eine der Amtssprachen in der Europäischen Union. Die Sprachcodes (language codes) des Ungarischen nach ISO 639 sind hu und hun.

## Ursprung und Geschichte

### Sprachverwandtschaft
Das Ungarische gehört zur uralischen Sprachfamilie, anders als die Sprachen der direkten Nachbarn (Deutsch, Rumänisch, Slowakisch, Slowenisch, Kroatisch, Serbisch, Ukrainisch), bei denen es sich durchweg um indogermanische Sprachen handelt. Der große sprachliche Abstand zu den Idiomen der Nachbarvölker gehört zu den prägenden Momenten der ungarischen nationalen Identität. Ähnlich wie die Protobulgaren sind die Magyaren Nachfahren eurasischer Steppennomaden, die im frühen Mittelalter nach Mitteleuropa eingewandert sind. Im Unterschied zu anderen Völkern haben die Ungarn jedoch ihre Sprache dauerhaft bewahrt.
Die uralischen Sprachen werden gewöhnlich in zwei Hauptzweige aufgeteilt: die große finno-ugrische Gruppe und ihr gegenüber die kleine Gruppe der samojedischen Sprachen. Finnisch und Ungarisch sind also verwandt, aber doch ziemlich entfernt, denn die Urformen des Finnischen und Ungarischen sind schon seit vielen Jahrtausenden getrennt. Diese Verwandtschaft ist nicht näher als die Beziehung verschiedener indogermanischer Sprachen wie etwa Deutsch und Persisch. Die Verwandtschaft der uralischen Sprachen als gesamte Familie lässt sich vielfach vor allem über die Sprachstruktur nachweisen, während der Wortschatz, aufgrund der großen zeitlichen und räumlichen Distanz, zuweilen nur noch wenige Ähnlichkeiten aufweist.
Die dem Ungarischen am nächsten verwandten Sprachen sind das Chantische und das Mansische, die Sprachen zweier indigener Völker Westsibiriens mit heute jeweils wenigen tausend Sprechern. Diese drei bilden zusammen die Untergruppe der Ugrischen Sprachen. Nachfolgend ein Vergleich des Ungarischen mit dem Mansischen:
| Mansisch                                  | Ungarisch                                 | Deutsch                                                                        |
| ----------------------------------------- | ----------------------------------------- | ------------------------------------------------------------------------------ |
| Hurem né vituel huligel husz hul pugi.    | Három nő hálóval húsz halat fog a vízből. | Drei Frauen fangen mit einem Netz zwanzig Fische aus dem Wasser.               |
| Huremszáthusz hulachszäm ampem viten äli. | Háromszázhúsz hollószemű ebem vízen él.   | Dreihundertzwanzig meiner Hunde mit rabenschwarzen Augen leben auf dem Wasser. |
| Pegte lau lasinen manl tou szilna.        | Egy fekete ló lassan megy a tó szélén.    | Ein schwarzes Pferd läuft langsam am Seeufer.                                  |

### Entwicklung und früheste Belege
Das genaue Entstehungsgebiet der ungarischen Sprache ist nicht bekannt, aber es wird angenommen, dass der ursprüngliche Siedlungsraum der Magyaren östlich des südlichen Uralgebirges lag (südlich dessen der heutigen Mansen).
Bis zu ihrer Landnahme an der Donau im 9. Jahrhundert lebten die Magyaren mehrere Jahrhunderte in intensivem Kulturkontakt mit den benachbarten turksprachigen Ethnien (Chasaren, Wolgabulgaren). Ein Einfluss auf die Sprachentwicklung erscheint daher möglich. Die Fremdbezeichnung „Ungar“ wird gelegentlich mit dem Namen einer hunno-bulgarischen Stammesföderation „Onogur“ mit der Bedeutung „zehn Pfeile“ in Verbindung gebracht. Während des Aufenthalts in der „Zwischenheimat“ in den Steppengebieten nördlich des Schwarzen Meeres (Etelköz) im 9. Jahrhundert können zudem Kultur- und Sprachkontakte mit den Krimgoten angenommen werden.
Erste Inschriften des Ungarischen sollen aus dem 9. Jahrhundert stammen, als sich die Magyaren noch der ungarischen Runenschrift bedienten. Die Datierung und Relevanz der ungarischen Runen ist allerdings umstritten. Mit der Christianisierung unter König Stephan I. kam das Lateinische als Quelle für zahlreiche Entlehnungen hinzu.
Als erstes Schriftdenkmal des Ungarischen gilt die Stiftungsurkunde der Benediktinerabtei von Tihany aus dem Jahre 1055. Das Schriftstück enthält in einem überwiegend lateinischen Text mehrere ungarische Wortverbindungen. Der früheste erhaltene Text in ungarischer Sprache ist die „Leichenrede“ (halotti beszéd) vom Ende des 12. Jahrhunderts. Als Altungarisch wird die Sprachform von jener Zeit bis zum 16. Jahrhundert bezeichnet (den wesentlichen historischen Einschnitt markiert dann die Schlacht bei Mohács
im Jahr 1526).
Aus der Zeit der Herrschaft der Habsburger (1699–1867/1918) in Ungarn stammt der Einfluss der deutschen Sprache.

### Verbreitung ab dem 19. Jahrhundert
Nach dem österreichisch-ungarischen Ausgleich von 1867 wurde in den Randgebieten (Slowakei, Kroatien, Siebenbürgen) eine Politik der intensiven Magyarisierung verfolgt, also der erzwungenen Durchsetzung des Ungarischen gegenüber den Regionalsprachen. Nach offiziellen Statistiken stieg somit der Anteil der magyarischen Bevölkerung im Königreich Ungarn von etwa 29 % im Jahre 1780 auf 54 % im Jahre 1910.
Durch den Ersten Weltkrieg und die darauf folgenden Friedensverträge (Vertrag von Trianon) wurden etwa 3,2 Millionen Ungarn vom Mutterland getrennt; die Hälfte davon lebte in Grenzgebieten (vor allem in der Südslowakei), die andere Hälfte im Innern der Nachbarstaaten, besonders in Nordsiebenbürgen (Rumänien) und in der Vojvodina (Nordserbien). Dadurch gibt es heute noch viele (nur) Ungarischsprechende in den genannten Ländern.
Nach dem Ungarischen Volksaufstand 1956 wanderten viele Ungarn aus. Ihre Ziele waren vor allem Nord- und Südamerika, Australien, Österreich und die Schweiz.

## Heutige Verbreitung und rechtlicher Status
| Land                                                                             | Sprecherzahl | Erhebung |
| -------------------------------------------------------------------------------- | ------------ | -------- |
| Ungarn                                                                           | 8.438.000    | 2022     |
| Rumänien (hauptsächlich im Osten Siebenbürgens und entlang der Grenze zu Ungarn) | 1.002.151    | 2022     |
| Slowakei (hauptsächlich in der Südslowakei)                                      | 458.467      | 2011     |
| Serbien (hauptsächlich im Norden der Vojvodina)                                  | 253.899      | 2011     |
| Ukraine (entlang der Grenze zu Ungarn in der Karpatenukraine)                    | 149.400      | 2001     |
| Kanada                                                                           | 315.510      | 2006     |
| Israel                                                                           | 70.000       |          |
| Österreich (hauptsächlich im Burgenland)                                         | 55.038       | 2014     |
| Kroatien (hauptsächlich in den an Ungarn grenzenden Gespanschaften)              | 16.500       |          |
| Slowenien (hauptsächlich in der Region Prekmurje)                                | 9.240        |          |
| Quelle: Volkszählungen der entsprechenden Staaten                                |              |          |

Verbreitung der ungarischen Sprache

Weiterhin gibt es noch etwa eine Million weiterer Sprecher in kleineren ungarischsprachigen Gemeinden in Europa (Deutschland, Finnland, den Niederlanden, Italien, Schweiz, Schweden, Tschechien), in Amerika (Argentinien, Brasilien und den USA) und in Australien.

### Offizieller Status
Ungarisch ist in der serbischen Region Vojvodina und in den slowenischen Regionen Hodoš, Dobrovnik, Lendava und Prekmurje neben den jeweiligen Staatssprachen Amtssprache. Außerdem ist die ungarische Sprache anerkannte Minderheitensprache in Österreich, Kroatien, Rumänien und der Slowakei.

### Dialekte
Die ungarischen Dialekte zeigen im Allgemeinen weniger starke Abweichungen voneinander als beispielsweise die deutschen Dialekte. Die dialektalen Unterschiede liegen dabei hauptsächlich auf phonetischer Ebene. Die ungarischen Tschangos-Dialekte, die vor allem noch im rumänischen Kreis Bacău verbreitet sind, bilden dabei eine Ausnahme. Durch die Isolation vom ungarischen Mutterland behielten die Tschangos ihren eigenständigen Dialekt bei, der sich durch rumänischen Einfluss stark veränderte. Der Dialekt der Szekler diesseits und der Tschango-Dialekt jenseits der rumänischen Karpaten werden gelegentlich auch zu den Ostdialekten zusammengefasst.
Folglich werden neun Dialektgruppen unterschieden:
1. die Süddialekte (déli nyelvjárások)
2. die transdanubischen Dialekte (dunántúli nyelvjárások)
3. die westtransdanubischen Dialekte (nyugat-dunántúli nyelvjárások)
4. die Nordwestdialekte (palóc nyelvjárások)
5. die Nordostdialekte (északkeleti nyelvjárások)
6. die Theiß-Dialekte (tiszai nyelvjárások)
7. die mittelsiebenbürgischen Dialekte (mezőségi nyelvjárások)
8. die Szekler-Dialekte (székely nyelvjárások)
9. die Tschango-Dialekte (csángó nyelvjárások)

## Laute und Schreibung des Ungarischen
(In diesem Abschnitt wird das Internationale Phonetische Alphabet verwendet; jeweils in eckige Klammern gesetzt.)
Das Ungarische wird mit lateinischen Buchstaben geschrieben. Dabei entsprechen alle Buchstaben jeweils genau einem Laut (im Gegensatz zum Deutschen, in dem es etwa für „e“ verschiedene Aussprachemöglichkeiten gibt).
Im Ungarischen gelten auch Digraphen sowie der Trigraph dzs als eigene Buchstaben, die mit mehreren Zeichen geschrieben werden. Somit ist die ungarische Rechtschreibung weitgehend regelmäßig. Die einzige Ausnahme bildet der j-Laut, der sowohl als „j“ als auch als „ly“ geschrieben wird. Historisch gesehen bezeichnete „ly“ den Laut [⁠ʎ⁠], der inzwischen mit „j“ zu [⁠j⁠] zusammengefallen ist. Von der vom Deutschen her gewohnten Aussprache weichen mehrere Buchstaben ab.

### Betonung
Alle Wörter werden stets auf der ersten Silbe betont, so lang sie auch sein mögen, vgl. legeslegmegvesztegethetetlenebbeknek [ˈlɛɡɛʃlɛɡmɛɡvɛstɛɡɛthɛtɛtlɛnɛbːɛknɛk] „den Allerunbestechlichsten“ (13 Silben, die Form wird im Deutschen mit dem Dativ Plural wiedergegeben). Diese Regel gilt auch für Lehnwörter, vgl. zsakett = „Jackett“.

### Vokale
Zwischen kurzen und langen Vokalen wird genau unterschieden. Lange Vokale werden konsequent durch den Akut gekennzeichnet (die Langvokale [ø:] und [y:] durch den Doppelakut ő, ű) und nicht in der Schreibung verdoppelt. Die kurzen Vokale i, o, ö, u, ü werden stets geschlossen [i o ø u y] ausgesprochen. Phonologisch distinktiv ist also nur die Vokallänge. Sie dient dazu, Wörter verschiedener Bedeutung zu unterscheiden, vgl.:
- bor [ˈbor] „Wein“ vs. bór [ˈboːr] „Bor (chemisches Element)“
- örül [ˈøryl] „er/sie freut sich“ vs. (meg)őrül [ˈmɛɡˌøːryl] „er/sie wird verrückt“

Abweichend vom Deutschen werden die kurzen Vokale a und e ausgesprochen:
| Schrift- zeichen | IPA-Lautzeichen | Beschreibung | Beispiel    |
| ---------------- | --------------- | --- | ----------- |
| a                | [⁠ɒ⁠]             | Gerundeter offener Hinterzungenvokal, wie im britischen Englisch flop [flɒp] (Misserfolg) oder Bairischen I håb gsågdt [i: hɒb gsɒgd] | apa „Vater“ |
| e                | [⁠ɛ⁠]             | Ungerundeter halboffener Vorderzungenvokal, sehr offenes e, fast ä; [⁠ɛ⁠] mit Tendenz zu [⁠æ⁠]                                            | egér „Maus“ |

(In einigen Dialekten werden zwei kurze e-Laute unterschieden; dort existiert neben dem offenen auch ein geschlossenes [⁠e⁠]. Dies wird aber in der Schriftsprache nicht markiert. Eine Ausnahme hier sind die Liedbücher Kodálys, der gerne den geschlossenen e-Laut als „ë“ markierte, z. B. ëgyetëm „Universität“.)
Die langen Vokale á und é unterscheiden sich somit deutlich von a und e. Dabei ist á stets [aː] (nicht [ɒː]) und é stets [eː] (nicht [ɛː]).
Lange Vokale können in allen Wortsilben vorkommen, vgl. főméltóságáról „über seine Exzellenz“.

### Konsonanten
| Schrift- zeichen | IPA- Lautzeichen | Beschreibung | Beispiel                                                             |
| ---------------- | ---------------- | --- | -------------------------------------------------------------------- |
| c                | [⁠t͡s⁠]             | Stimmlose alveolare Affrikate, wie dt. tz; z in „Katze“; „Zucker“                                                        | vicc „Witz“, cukor „Zucker“                                          |
| cs               | [⁠t͡ʃ⁠]             | Stimmlose postalveolare Affrikate, wie dt. tsch in „Matsch“, „tschüs“                                                    | palacsinta „Palatschinken, Eierkuchen“, kocsi „Kutsche; Wagen; Auto“ |
| dz               | [⁠d͡z⁠]             | Stimmhafte Affrikate, stimmhafte Entsprechung zu c                                                                       | bodza „Holunder“                                                     |
| dzs              | [⁠d͡ʒ⁠]             | Stimmhafte postalveolare Affrikate, stimmhafte Entsprechung zu cs, wie engl. j in John                                   | dzsungel „Dschungel“                                                 |
| gy               | [⁠ɟ⁠]              | Stimmhafter palataler Plosiv, palatalisiertes „d“, entspricht ungefähr einem „dj“ oder wie in „Dieu“ (französisch, Gott) | magyar [ˈmɒɟɒr] „ungarisch“, György [ˈɟørɟ] „Georg“                  |
| h                | [⁠h⁠]              | Stimmloser glottaler Frikativ, wie dt. h in halten, am Wortende stumm, intervokalisch deutlich artikuliert               | méh [meː] „Biene“, aber dühös [ˈdyhøʃ] „wütend“                      |
| j, ly            | [⁠j⁠]              | Stimmhafter palataler Approximant, wie dt. j in Jagd                                                                     | jó „gut“, hely [ˈhɛj] „Ort“                                          |
| ny               | [⁠ɲ⁠]              | Stimmhafter palataler Nasal, wie frz. oder it. gn in Champagne oder Bologna; span. ñ in señor                            | nyíl „Pfeil“                                                         |
| r                | [⁠r⁠]              | Stimmhafter alveolarer Vibrant, Zungenspitzen-r (mit mehr Schlägen als das süddeutsche Zungen-r)                         | rózsa „Rose“                                                         |
| s                | [⁠ʃ⁠]              | Stimmloser postalveolarer Frikativ, wie dt. sch in „Schule“                                                              | spiritusz [ˈʃpiritus] „Spiritus“; sonka „Schinken“                   |
| sz               | [⁠s⁠]              | Stimmloser alveolarer Frikativ, wie dt. ss in „Klasse“                                                                   | szexis „sexy“, szoprán „Sopran“                                      |
| ty               | [⁠c⁠]              | Stimmloser palataler Plosiv, etwa wie ti in frz. Lehnwörtern auf -tier wie „Metier“ oder wie dt. tj in „Matjes“          | Mátyás [ˈmaːcaːʃ] „Matthias“, kutya „Hund“                           |
| v                | [⁠v⁠]              | Stimmhafter labiodentaler Frikativ, wie dt. w in wild, nie wie [⁠f⁠]                                                       | vicc „Witz“                                                          |
| z                | [⁠z⁠]              | Stimmhafter alveolarer Frikativ, wie z in engl. „zero“ oder frz. „zéro“                                                  | zene „Musik“                                                         |
| zs               | [⁠ʒ⁠]              | Stimmhafter postalveolarer Frikativ, wie frz. j in „Journal“, toujours                                                   | zselatin „Gelatine“, zsakett „Jackett“                               |

Die Buchstaben w und x werden nur in Namen oder Wörtern ausländischer Herkunft benutzt. Das y findet – abgesehen von den erwähnten Digraphen gy, ly, ny und ty – nur am Ende von Familiennamen Verwendung und wird als [⁠i⁠] ausgesprochen. Ursprünglich handelt es sich um ein Adelszeichen, das mit dem deutschen „von“ vergleichbar ist, z. B. im Familiennamen Szalay (statt Szalai).
In Namen deutschen oder slawischen Ursprungs wird das ch wie das ungarische h – ggf. wie ein deutsches ch ([⁠ç⁠] bzw. [⁠x⁠]) – ausgesprochen (Lechner, Münnich). Im Wort technika ist es ein Ich-Laut.
Verdoppelte Konsonanten werden entsprechend länger ausgesprochen, vorangehende Vokale werden niemals verkürzt. Auch Digraphen können lang ausgesprochen werden, hier wird jedoch in der Schreibweise nur der erste Buchstabe verdoppelt: ssz = Doppel-sz, lly = Doppel-ly usw.

### Orthographie

#### Alphabet
Im Ungarischen zählen – im Gegensatz zum Deutschen – auch die Buchstaben Á, É, Í, Ó, Ö, Ő, Ú, Ü und Ű sowie die Digraphen (cs, dz, gy, ly, ny, sz, ty, zs) und der Trigraph (dzs) als eigener Buchstabe. Man spricht bisweilen vom großen und kleinen ungarischen Alphabet, je nachdem, ob die nur in Fremdwörtern und historischen Schreibweisen (von z. B. Familiennamen) vorkommenden vier Buchstaben Q, W, X, Y hinzugezählt werden oder nicht. Im ersten Fall hat das ungarische Alphabet somit 44, im zweiten 40 Buchstaben.
Dies erscheint gegenüber den 26 Buchstaben des Deutschen viel, der Unterschied fällt jedoch weniger gravierend aus, wenn beim Vergleich berücksichtigt wird, dass im Deutschen Ä, Ö, Ü, ẞ sowie die Kombinationen ch, sch, tsch auch die Anzahl erhöhen würden, diese jedoch traditionell nicht als eigenständige Buchstaben gezählt werden.
| A  | Á  | B | C | Cs | D | Dz  | Dzs | E   | É  | F  |
| G  | Gy | H | I | Í  | J | K   | L   | Ly  | M  | N  |
| Ny | O  | Ó | Ö | Ő  | P | (Q) | R   | S   | Sz | T  |
| Ty | U  | Ú | Ü | Ű  | V | (W) | (X) | (Y) | Z  | Zs |

#### Historische Orthographie in Eigennamen
In manchen ungarischen Namen hat sich eine alte Orthographie erhalten, bei der u. a. folgende Regeln gelten:
| Historische Schreibweise | Aussprache wie |
| ------------------------ | -------------- |
| ch                       | cs             |
| ts                       | cs             |
| cz                       | c              |
| tz                       | c              |
| gh                       | g              |
| th                       | t              |

| Historische Schreibweise | Aussprache wie |
| ------------------------ | -------------- |
| aa                       | á              |
| ee                       | é              |
| eö                       | ö              |
| ew                       | ö              |
| oo                       | ó              |
| (l)y                     | (l)i           |
| (n)y                     | (ny)i          |

| Name      | Aussprache wie |
| --------- | -------------- |
| Madách    | Madács         |
| Széchenyi | Szécsényi      |
| Batthyány | Battyányi      |
| Thököly   | Tököli         |
| Weöres    | Vörös          |
| Eötvös    | Ötvös          |
| Cházár    | Császár        |
| Czukor    | Cukor          |
| Gaál      | Gál            |
| Veér      | Vér            |
| Soós      | Sós            |
| Thewrewk  | Török          |

Ein Extrembeispiel ist der Name Dessewffy, der wie Dezsőfi ausgesprochen wird.

## Grammatik
Anders als in den flektierenden Sprachen erfolgt im Ungarischen die Bildung von Wortformen durch Agglutination. Darüber hinaus werden Verhältnisse des Besitzes, der Richtung, der Zeitlichkeit usw., die im Deutschen durch Possessivpronomina, Präpositionen oder Präpositionalphrasen gebildet werden, im Ungarischen ebenfalls durch Agglutination gebildet. Die Suffixe werden dabei in genau festgelegter Reihenfolge an die Wortstämme angehängt. Das Substantiv kann mit vielen Suffixen unterschiedlicher Funktion versehen werden.
Das Ungarische kennt 18 Kasus: Nominativ, Dativ, Akkusativ, Superessiv, Delativ, Sublativ, Inessiv, Elativ, Illativ, Adessiv, Ablativ, Allativ, Terminativ, Komitativ-Instrumental, Kausal-Final, Faktiv-Translativ, Essiv-Modal, Formal (so nach Béla Szent-Iványi: „Der ungarische Sprachbau“. Leipzig 1964, Hamburg 1995). Insgesamt gibt es im Ungarischen 27 Kasussuffixe, von denen 18 ohne Einschränkungen verwendet werden können. Sieht man von den Restriktionen im Gebrauch der übrigen Kasussuffixe ab, besitzt das Ungarische 27 Fälle.
Von den Fällen haben lediglich drei – Nominativ, Dativ und Akkusativ – Entsprechungen im Deutschen. Unabhängig davon, ob die restlichen Konstrukte als „echte“ Kasus angesehen werden, lassen sie sich nur durch Präpositionalphrasen ins Deutsche übersetzen.

## Sprachbeispiele
Allgemeine Erklärung der Menschenrechte, Artikel 1:
„Minden emberi lény szabadon születik és egyenlő méltósága és joga van. Az emberek, ésszel és lelkiismerettel bírván, egymással szemben testvéri szellemben kell hogy viseltessenek.“
Deutsch: Alle Menschen sind frei und gleich an Würde und Rechten geboren. Sie sind mit Vernunft und Gewissen begabt und sollen einander im Geist der Brüderlichkeit begegnen.

## Wortschatz

### Einflüsse aus anderen Sprachen auf das Ungarische
Der Grundwortschatz hat einige hundert Wortwurzeln mit anderen uralischen Sprachen gemeinsam.
Als Beispiele seien die Zahlen von zwei bis vier genannt: kettő, három, négy (Finnisch kaksi, kolme, neljä, Estnisch kaks, kolm, neli, Mansi: китыг, хурум, нила / kityg, churum, nila)
Außerdem die Wörter víz – Wasser, kéz – Hand, vér – Blut, fej – Kopf (Finnisch und Estnisch vesi, käsi, veri, Finnisch pää, Estnisch pea).
Darüber hinaus finden sich im ungarischen Wortschatz Entlehnungen aus mehreren Sprachen und Sprachgruppen:
- Aus dem Deutschen: vekni, zsemle – Wecken/Brötchen/Semmel, pék – Bäcker, srég – schräg, subler – Schublehre (Messschieber), hokkedli – Hocker, sámli – Schemel, sláger – Schlager, Gassenhauer

Speziell aus der gemeinsamen Geschichte mit den Deutschen im Habsburger Kaiserreich bzw. Österreich wurden Wörter aus dem oberdeutschen Sprachraum in Österreich entlehnt: sparhelt – Sparherd (mit Holz und Kohle beheizter Küchenofen), karfiol – Karfiol (Blumenkohl), paradicsom – Paradeiser (Tomate), szekálni – sekkieren (quälen), krampusz – Krampus, virsli – Frankfurter Würstel.
Auch in der Umgangssprache finden sich noch viele Worte wie krumpli – „Grundbirne“ (Kartoffel), spájz – Speisekammer
- Aus dem Lateinischen: templom – Kirche, kastély – Schloss, sors – Schicksal, pásztor – Hirte, lecke – Lektion, cédula – Zettel
- Aus dem Italienischen: Piazza → piac – Markt, Pagliaccio → pojáca – Clown (veraltendes Deutsch auch: Pojazz), spárga – Spargel
- Aus slawischen Sprachen: macska – Katze, asztal – Tisch, szabad – frei, cseresznye – Kirsche, unoka – Enkelkind, diák – Schüler, pap – Pfarrer, kabát – Mantel, szoknya – Rock, király – König
- Aus Turksprachen: csizma – Stiefel, padlizsán – Auberginen, papucs – Pantoffeln, barack – Pfirsich, balta – Axt, szakáll – Bart

Im Ungarischen herrscht die Tendenz vor, dass für Internationalismen eher ungarische Entsprechungen gebildet werden, meistens sind es Lehnübersetzungen, z. B. nemzetközi statt internacionális (international). Oft besteht neben den Internationalismen auch eine ungarische Entsprechung (számítógép („Rechenmaschine“) und komputer, szálloda und hotel). Es werden jedoch selbstverständlich auch Wörter aus anderen Sprachen direkt übernommen, die Rechtschreibung und die Aussprache passen sich aber dem Ungarischen an: bájt (Byte), dizájn (Design), fájl („File“, Datei), menedzser (Manager), srapnel (Schrapnell), szex (Sex), szingli (Single), trendi (trendig, modisch). Auch die Schreibweise der Vornamen fremder Herkunft wird „magyarisiert“: Jennifer und Jessica werden z. B. im Ungarischen Dzsenifer und Dzsesszika geschrieben. Auch bei Ländernamen wird die Rechtschreibung angepasst: die Schweiz wird bei gleicher Aussprache wie im Deutschen Svájc geschrieben.

### Einflüsse aus dem Ungarischen auf andere Sprachen
Ungarische Bezeichnungen oder Ausdrücke fanden auch Einzug in viele andere europäische Sprachen. Die deutsche Sprache etwa übernahm Bezeichnungen wie Dolmetscher, Gulasch, Kutsche oder Palatschinken (vgl. Lehnwort). Zudem stammt das deutsche Tollpatsch vom ungarischen talpas (breitfüßig) ab.
Im Kroatischen wurden folgende Bezeichnungen entlehnt bzw. rück-entlehnt:
| cipela (cipő, deutsch Schuh)           | lopov (Dieb; von lop, deutsch stehlen) |
| čizma (csizma, deutsch Stiefel)        | lopta (labda, deutsch Ball)            |
| gaće (gatya , deutsch lange Unterhose) | puška (puska, deutsch Gewehr)          |
| kamata (kamat, deutsch Zins)           | soba (szoba, deutsch Zimmer)           |
| karika (karika, deutsch Ring)          | šator (sátor, deutsch Zelt)            |
| kip (Statue; von kép, deutsch Bild)    | šogor (sógor, deutsch Schwager)        |
| kočija (kocsi, deutsch Kutsche, Wagen) | teret (teher, deutsch Last)            |

Eine auch heute, insbesondere in Kunstkreisen, sehr geläufige Entlehnung aus dem Ungarischen, die etwas an das Kroatische angepasst wurde, stellt die Bezeichnung remek-djelo dar, im Sinne von Meisterwerk, Meisterstück (von ungarisch„remek“, herrlich, prächtig und kroatisch „djelo“, Werk).
Im folgenden Beispielsatz befinden sich beispielsweise 13 Hungarismen. Kundige Ungarischsprechende könnten zumindest erraten, wovon die Rede ist:
- »Šogor je obukao bundu, uzeo ašov i sablju pa izašao pred gazdu u kočiji. Šogorica je dotle u sobi kuhala gulaš i pekla palačinke, opasana pregačom i kose svezane u punđu, kako bi što bolje ugostila njegove pajdaše.«
- „Der Schwager zog den Pelzmantel an, nahm Spaten und Säbel und fuhr mit der Kutsche zum Herren. Die Schwägerin, die eine Schürze trug und ihre Haare zu einem Haarknoten zusammengebunden hatte, kochte in der Zwischenzeit im Zimmer Gulasch und buk Palatschinken, damit es seinen Kameraden möglichst gut bekommt.“

Viele Bezeichnungen in diesen Sätzen könnten auch durch kroatische Bezeichnungen ersetzt werden. Insbesondere in Slawonien ist diese Sprache jedoch typisch. Viele Bezeichnungen, die für die heutige kroatische Sprache typisch sind, sind eigentlich Lehnübersetzungen ungarischer Bezeichnungen. Beispiele hierfür wären etwa: povjerenstvo (bizottság, deutsch Ausschuss, Kommission), brzojav (sürgöny, deutsch Telegramm), prethodnica (elővéd, deutsch Vorhut), kolodvor (pályaudvar, deutsch Bahnhof), časnik (von tiszt – deutsch (deutscher) Offizier). Die Bezeichnung für „Eisenbahn“ wurde nach dem ungarischen oder deutschen Modell geprägt (sogenannte Lehnprägung): željeznica (nach ungarisch vasút oder deutsch Eisenbahn). Viele kroatische Ortschaften enthalten in ihrer Bezeichnung die ungarische Bezeichnung vár (deutsch Burg), darunter Vukovar, Varaždin oder etwa Bjelovar.

### Namensgebung und Verwandtschaftsbezeichnungen
Im Ungarischen wird zwischen der älteren und jüngeren Schwester (nővér/húg) bzw. zwischen dem älteren und jüngeren Bruder (báty/öcs) unterschieden.
Die (leiblichen) Eltern (anya, apa = Mutter, Vater) werden im Ungarischen unter Hinzufügung der Vorsilbe édes~ (wörtlich: „süß“) bezeichnet: édesanyám/-apám = meine Mutter/mein Vater.
Auch für Vorfahren weiter zurückliegender Generationen gibt es eigene Vorsilben: nagy~ = Groß~, déd~ = Urgroß~, ük~ = Ururgroß~, szép~ = Urururgroß~.
Die Verwandtschaftsbezeichnungen néni (Tante) und bácsi (Onkel) werden den Namen nachgestellt: Anni néni, Józsi bácsi. Nicht nur Verwandte, auch Bekannte werden von Kindern so angesprochen. Im Kindergarten und in der Grundschule ist es ebenfalls üblich, dass die Kinder die Pädagogen mit néni oder bácsi ansprechen: Zsuzsa néni, Feri bácsi. Diese Form der Anrede hat sich während der Zeit der Habsburgermonarchie auch bis in die östlichen Dialekte Österreichs ausgebreitet: Die übliche Anrede für eine Tante Anna wäre im Wienerischen „Anna-Tant“. Eine Kurzform von bácsi ist bá in der Kombination mit dem Taufnamen, diese Form verwenden fast ausschließlich heranwachsende Jungen, wenn sie eine ihnen nahestehende männliche Bezugsperson – z. B. einen Fußballtrainer – anreden: Józsi bá. Diese Anredeform wird zwar mit der Sie-Form verwendet, drückt aber ein familiäreres Verhältnis aus. In den höheren Schulen lautet die Anredeform „Familienname + tanár úr/tanárnő“: Kovács tanár úr, Kiss tanárnő oder einfach tanár úr/tanárnő.
Da die Familiennamen meist aus Adjektiven entstanden sind, wird bei der Namensgebung zuerst der Familienname und erst dann der Vorname (utónév oder keresztnév) genannt (z. B. Bátori Gábor, zu Deutsch Gabriel von Bator oder der Bator’sche Gabriel). Diese Praxis wird jedoch nur auf ungarische Namen angewandt, ausländische Namen werden meist in der im Herkunftsland üblichen Reihenfolge genannt.
Dass eine Frau verheiratet ist, wird oft durch Anfügen der Endung -né an den Namen des Ehemannes angedeutet: Kovács Józsefné (die Frau des József Kovács). Die Kurzform (eine offiziell klingende Anredeform) lautet Kovácsné (Frau Kovács). Während bis zu den 1990er Jahren diese Namensgebung sehr verbreitet war – es war lange Zeit die einzige Möglichkeit –, ist eine Tendenz zu beobachten, dass Frauen nach der Eheschließung entweder den Geburtsnamen behalten oder andere Formen bevorzugen (wenn z. B. Anna Kiss József Kovács heiratet, sind folgende Formen möglich: Kovácsné Kiss Anna, Kovács Anna, Kovács-Kiss Anna).
Männer redet man mit úr an: Kovács úr. In den Jahren des Kommunismus war noch die Anredeform elvtárs und elvtársnő (Genosse und Genossin) üblich: Kovács elvtárs.

### Begrüßungen und Anredeformen
Die Begrüßungen und Anredeformen weisen in der ungarischen Sprache eine besondere Vielfalt auf. Einige Begrüßungsformen sind noch Relikte aus der Zeit der österreichisch-ungarischen Monarchie, z. B. die Form Kezét csókolom oder Csókolom (Küss [die Hand]). Während diese Begrüßung ursprünglich Respekt gegenüber (oft älteren) Damen ausdrückte, ist die Form csókolom vor allem bei Kindern verbreitet, die ihre erwachsenen Bekannten so begrüßen. Kezét csókolom ist wiederum die übliche Anrede von Männern gegenüber fremden Frauen, während erwachsene Frauen diesen Ausdruck praktisch nie verwenden.
Die offizielle Begrüßung Jó reggelt/napot/estét (kívánok) (Guten Morgen/Tag/Abend [wünsche ich]) klingt oft distanziert, vor allem in der Vollform.
Jugendliche und Freunde begrüßen einander mit szia, szervusz oder heló (kann sowohl beim Treffen als auch beim Abschied gesagt werden). Die offizielle Formel für den Abschied ist Viszontlátásra (Auf Wiedersehen) oder am Telefon/im Rundfunk Viszonthallásra (Auf Wiederhören). Sie werden auch oft in den Kurzformen viszlát, oder viszhall verwendet.

### Vielfältige Höflichkeitsformen
Im Ungarischen gibt es mehrere Höflichkeitsformen. Für das deutsche „Sie“ gibt es zwei nicht ganz gleichwertige Entsprechungen: Ön (Pl. Önök) und maga (Pl. maguk), wobei das Ön besonders im offiziellen Leben (in den Medien, in der Politik, in den Geschäften – besonders in den größeren Städten) verwendet wird, das Maga ist umgangssprachlicher und familiärer. Nach Ön und maga wird die 3. Person Singular verwendet, nach Önök/maguk die 3. Person Plural. Das Personalpronomen wird aber oft weggelassen, man kann einen auch nur mit der 3. Person (Singular oder Plural, je nachdem, wie viele Personen angesprochen werden) ansprechen. Ön klingt offizieller, maga vertraulicher.
Kinder verwenden älteren Personen gegenüber die umständliche tetszik-Form mit Infinitiv, das sind ungefähr die Personen, die sie mit Csókolom begrüßen: Le tetszik ülni? (Möchten Sie sich setzen?). Tetszik (wörtlich „gefallen“) kann man auch in der Mehrzahl sowie in allen Tempora und Modi verwenden: Le tetszett ülni? Le tetszett volna ülni? (Wollten Sie sich setzen? bzw. Hätten Sie sich setzen wollen?).
In Ungarn gibt es die Tendenz, dass das Duzen immer mehr in den Vordergrund rückt, oft wird man in den Geschäften geduzt, besonders junge Leute von gleichaltrigem Personal. Mittlerweile duzen immer mehr Kinder ihre Erzieher und Lehrer. Bis zu den 1960er Jahren war es vor allem auf dem Lande noch üblich, dass man die Eltern und Großeltern siezte. Um die Jahrhundertwende (19./20. Jahrhundert) siezten sich sogar Eheleute. Auch heute hört man noch oft, dass die Schwiegereltern gesiezt werden. Oft werden (ältere) Eltern oder Schwiegereltern zusätzlich zur Sie-Form mit anyuka und apuka (Mütterchen und Väterchen) angesprochen.

### Schimpfen auf Ungarisch
Das Ungarische ist reich an Schimpfwörtern, die teilweise sehr derb sind und mittlerweile unabhängig von Alter und Geschlecht verwendet werden.
Einige Schimpfwörter (Verben in Imperativform, die z. B. den Geschlechtsverkehr beschreiben: „baszd meg“ wie im Englischen entsprechend „fuck“ gebraucht wird) werden als Füllwörter oder zum nachdrücklichen Unterstreichen der Aussage verwendet. Es gibt auch derbe Substantive (z. B. ein Ausdruck für Prostituierte (kurva), der ein slawisches Lehnwort ist), die zur Steigerung von Adjektiven verwendet werden. Oft ist die Mutter des Beschimpften Bestandteil des Ausdrucks (anyád – „deine Mutter“; das Verb, das solches Schimpfen bezeichnet, ist anyázni) – ähnliche Phrasen findet man auch in den slawischen Sprachen. Als besonders beleidigende Beschimpfung gilt es, wenn man den anderen – wortwörtlich übersetzt – zurück in seine Mutter schicken will (menj vissza anyádba). Auch diverse Synonyme für Homosexuelle oder Bezeichnungen eines Geschlechtsteils werden einfach als Schimpfwörter verwendet.
Es gibt aber Euphemismen, die statt Schimpfwörtern verwendet werden können und nicht derb sind, aber ähnlich wie die Schimpfwörter klingen: z. B. banyek und basszuskulcs (wörtlich „Bassschlüssel“) für die Ausdrücke mit dem verbreitetsten Verb für Geschlechtsverkehr, das mit einer ähnlichen Silbe anfängt.
Generell gilt, dass Beschimpfungen nicht wörtlich verstanden oder übersetzt werden dürfen. Einige höchst derb klingende Beleidigungen entsprächen bei sinngemäßer Übersetzung dem deutschen „Du spinnst“. Zudem fließen oftmals Beschimpfungen in Gespräche insbesondere zwischen befreundeten Männern ein, ohne dass sie als Beleidigung empfunden werden.

### Historische Wörterbücher
- Albert Szenczi Molnár: Dictionarium Ungarico-Latino-Germanicum. Endter, Nürnberg 1708 (Digitalisat)

### Grammatiken und andere sprachwissenschaftliche Veröffentlichungen
- Szilvia Szita, Tamás Görbe: Gyakorló magyar nyelvtan / A Practical Hungarian Grammar, Akadémiai Kiadó Budapest (2009, 2010), ISBN 978-963-05-8703-7
- Pál Kövesdi: Elementa Linguae Hungaricae sive Grammatica Hungarica. Svccincta methodo comprehensa et perspicuis exemplis illvstrata. Leuschoviae, 1686 (Digitalisat)
- Anselm Mansvet Riedl: Magyarische Grammatik. Wien 1858 (Google-Digitalisat, dto. bei MEK)
- Béla Szent-Iványi: Der ungarische Sprachbau. Hamburg: Buske, ³1995; ISBN 3-87548-101-1
- László Keresztes: Praktische ungarische Grammatik. Debrecen: Debreceni Nyári Egyetem, 1992; ISBN 963-472-038-2
- Mária D. Mátai: Kleine ungarische Sprachgeschichte. Hamburg: Buske, 2002; ISBN 3-87548-323-5
- Tamás Forgács: Ungarische Grammatik. Wien: Edition Praesens, 2002 (²2004); ISBN 3-7069-0107-2
- Gyula Décsy: Einführung in die finnisch-ugrische Sprachwissenschaft. Wiesbaden: Harrassowitz, 1965; ISBN 3-447-00248-4
- Harald Haarmann: Die finnisch-ugrischen Sprachen. Soziologische und politische Aspekte ihrer Entwicklung. Hamburg: Buske, 1973; ISBN 3-87118-155-2
- Ural-altaische Jahrbücher, hrsg. von der Societas Uralo-Altaica (SUA). Wiesbaden: Harrassowitz
- Finnisch-Ugrische Forschungen. Zeitschrift für finnisch-ugrische Sprach- und Volkskunde, hrsg. von der Suomalais-Ugrilainen Seura (Finnisch-Ugrische Gesellschaft). Helsinki
- Philologia Fenno-Ugrica. Zeitschrift für finnisch-ugrische Philologie und diachrone Linguistik, hrsg. von Béla Brogyanyi. Freiburg: Verlag Wissenschaft & Öffentlichkeit, Dr. Sabine Schuster, 2004; ISBN 3-930369-19-2
- József Tompa, Kleine ungarische Grammatik. Akadémiai Kiadó, Budapest 1972; keine sichtbare ISBN, Vergleichlzenz Nr., LSV oder Bestnr.

### Lehrbücher
- Szilvia Szita und Katalin Pelcz: MagyarOK. Kurs- und Übungsbuch mit Online-Ergänzungsmaterial, 2013 Pécsi Tudományegyetem, ISBN 978-963-7178-68-9.
- Csilla Prileszky und József Erdős: Halló, itt Magyarország! I. ISBN 963-05-7577-9 und Halló, itt Magyarország! II. ISBN 963-05-8303-8, Akadémiai Kiadó, Budapest 2005.
- Ágnes Silló: Szituációk. Ein Ungarischwerk für Anfänger. Hueber, Ismaning ²2002, Lehrbuch: ISBN 3-19-005161-5, Arbeitsbuch: ISBN 3-19-015161-X.
- Julianna Graetz (Unter Mitarbeit von Klaus Rackebrandt): Lehrbuch der ungarischen Sprache. Ein Grundkurs mit Übungen und Lösungen. Buske, Hamburg 1996, ISBN 3-87548-078-3.
- Haik Wenzel: Langenscheidts Praktisches Lehrbuch, Ungarisch. Langenscheidt, München 1998, ISBN 3-468-26381-3.
- Károly Ginter und László Tarnói: Ungarisch für Ausländer. Nemzeti Tankönyvkiadó, Budapest 1991, ISBN 963-18-3520-0.
- Andrea Seidler und Gizella Szajbély: Szia! Ungarisch für Anfänger. öbvhpt, Wien, Lehrbuch: ISBN 3-209-04577-1, Arbeitsbuch: ISBN 3-209-04578-X, Audio-CDs: ISBN 3-209-04579-8.
- Georges Kassai und Tamás Szende (deutsche Bearbeitung von den Autoren in Zusammenarbeit mit Monika Klier): Ungarisch ohne Mühe. ASSIMIL, Chennevières-sur-Marne 2000, ISBN 2-7005-0180-2 und ISBN 978-2-7005-0180-3.